# Батха
Ба́тха (фр. Batha, араб. البطحة‎) — регион в Республике Чад. Назван по крупной реке Батха, протекающей в южной части региона. Административным центром региона служит город Ати. Другим крупным городом провинции является Ум-Хаджер.

## География
Регион Батха находится в самом центре Чада. На севере он граничит с регионом Борку, на востоке — с регионами Вади-Фера и Ваддай, на западе — с регионом Бахр-эль-Газаль, на юге — с регионами Хаджер-Ламис и Гера. Батха расположен на месте прежней префектуры Батха. Площадь его составляет 88 000 км².
В природно-климатическом отношении регион находится в зоне сахеля.

## Население
В 1993 году численность населения Батхы составляла 288 074 человека, из них 44 064 человека были кочевники. По оценке, сделанной в 2009 году, число жителей региона выросло до 527 031 человек. Плотность населения равна 5,99 чел./км². Третью часть от всего населения составляют арабы Чада, остальные — негроидные народы билала (18 %), кука (16 %), масалит и месмедже (по 6 %).
По вероисповеданию подавляющее число жителей Батхы — мусульмане.

## Административное деление
Батха подразделяется на 4 департамента — Восточная Батха (состоит из 4 супрефектур: Ам-Сак, Аснет, Харазе-Джомбо-Кибит и Ум-Хаджер), Вади-Риме (2 супрефектуры: Джедаа и Хиджелидж), Западная Батха (2 супрефектуры: Ати и Кунджуру) и Фитри (2 супрефектуры: Яо и Ам-Джемена).